# Les Sabots (opéra-comique)
Pour l’article homonyme, voir Les Sabots.
Les Sabots est un opéra-comique en un acte de Michel-Jean Sedaine (avec Jacques Cazotte), musique d'Egidio Duni, représenté pour la première fois à la Comédie-Italienne, établie à l'Hôtel de Bourgogne, le 26 octobre 1768.